# Талишські гори

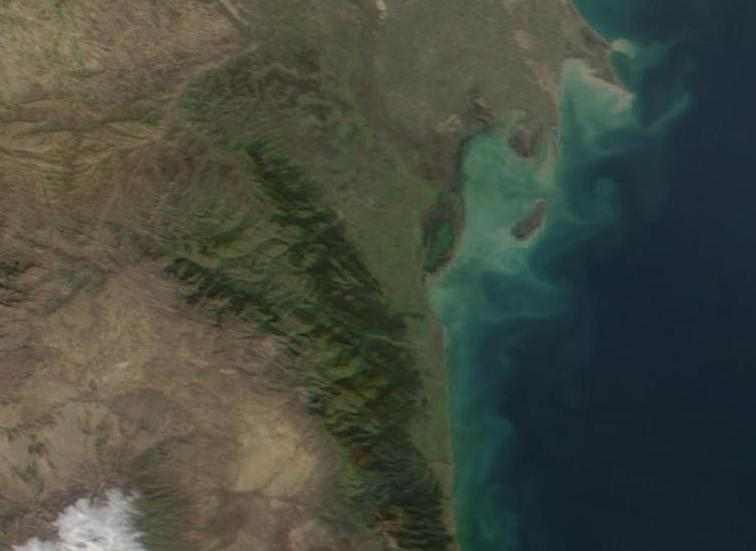
Талиські гори на мапі

Талишські, Талиські, Талишинські гори, Талиш (азерб. Talış dağları, перс. کوههای تالش, тал. Tolışə bandon) — гори на південному сході Кавказу, в Азербайджані, на кордоні з Іраном. Є продовженням гір Малого Кавказу, від якого відокремлені прогинанням, зайнятою нижньою течією р. Аракс. Складаються з трьох подовжніх хребтів: Головного Вододільного пасма, Пештасарського і Буроварського. Переважаюча висота головного пасма 2000—2200 м, найбільша — 2477 м (г. Кюмюркьой).
Гори складені флішовими і вулканогенними товщами з інтрузіями основних порід. Сейсмічність.
На східних схилах гір (до висоти 600 м) субтропічні, вище переважні букові ліси; на головному пасмі — нагірна ксерофітна і гірська лукостепова рослинність.
На території Талиських гір розташована ділянка Гирканського національного парку, утвореного у 2003 році на місці Гирканського державного заповідника, у якому розташовується реліктовий ліс третинного періоду (Flora hyrcana).
На сході Талиські гори відокремлені від Каспійського моря Талиською низовиною, що лежить, як і все каспійське узбережжя, на 28 м нижче рівня світового океану. Малий Кавказ і Талиські гори є сполучною ланкою між Понтійськими горами на півночі Малої Азії і хребтом Ельбурс (переферійне гірське пасмо на півночі Іранського нагір'я).

## Галерея

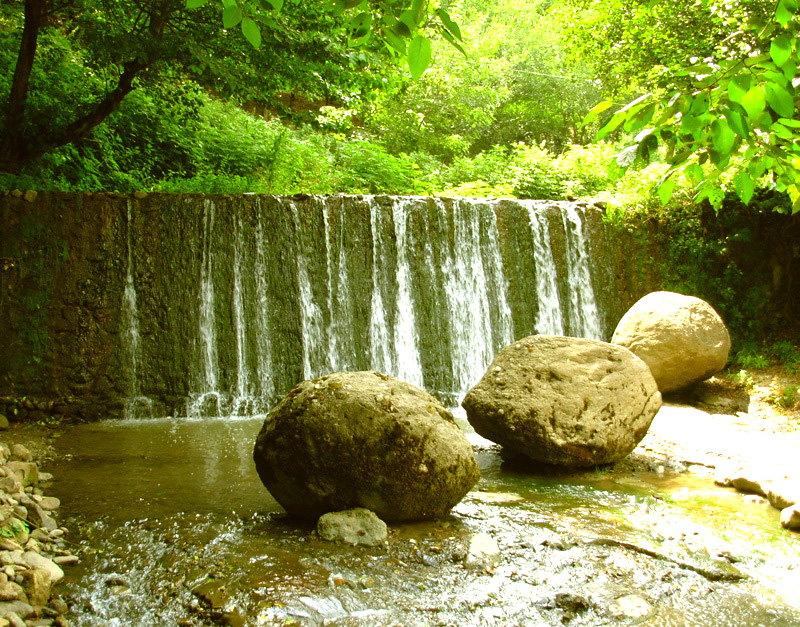
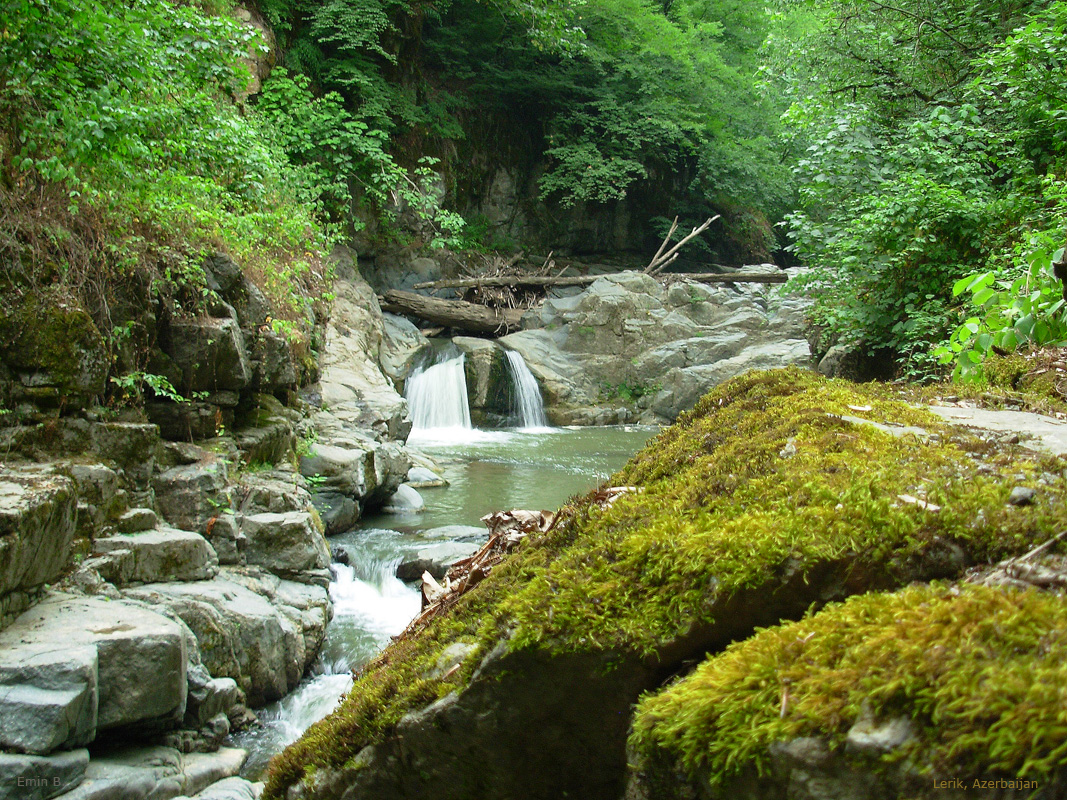
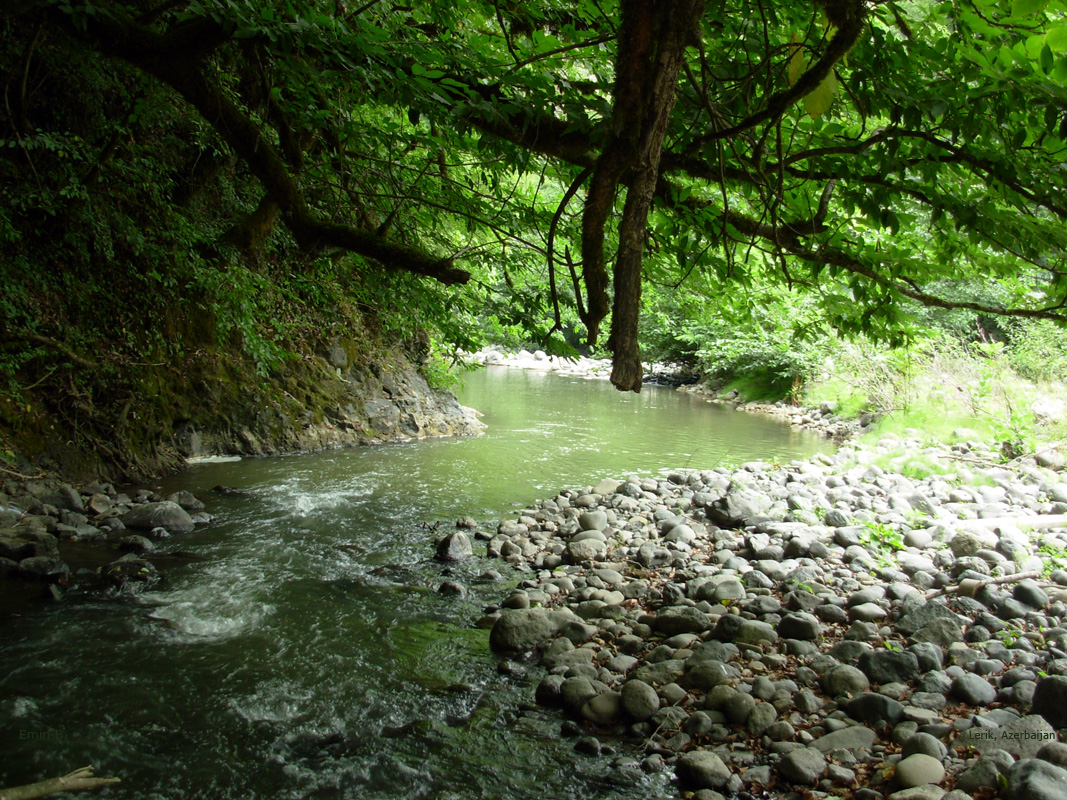
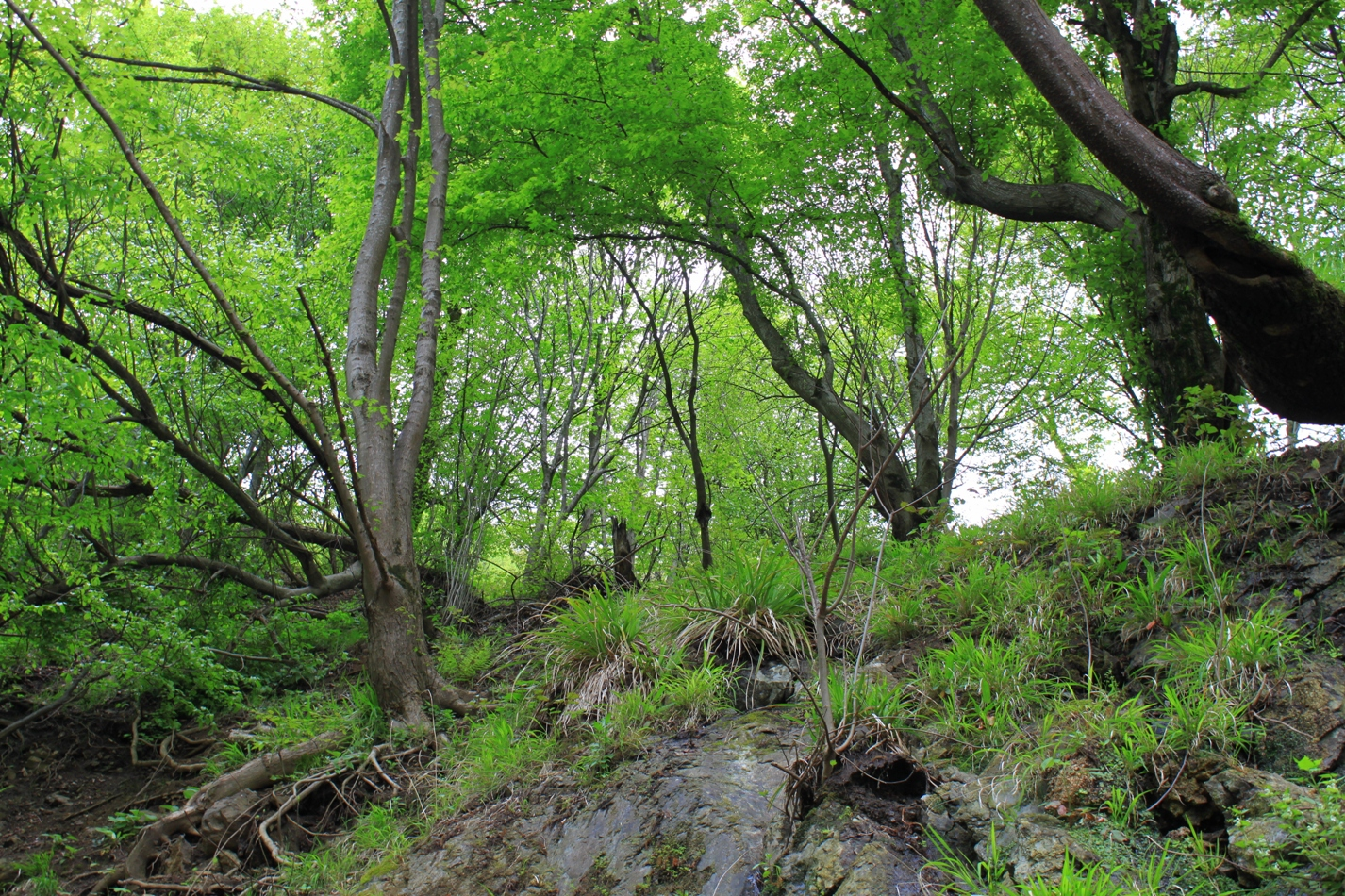
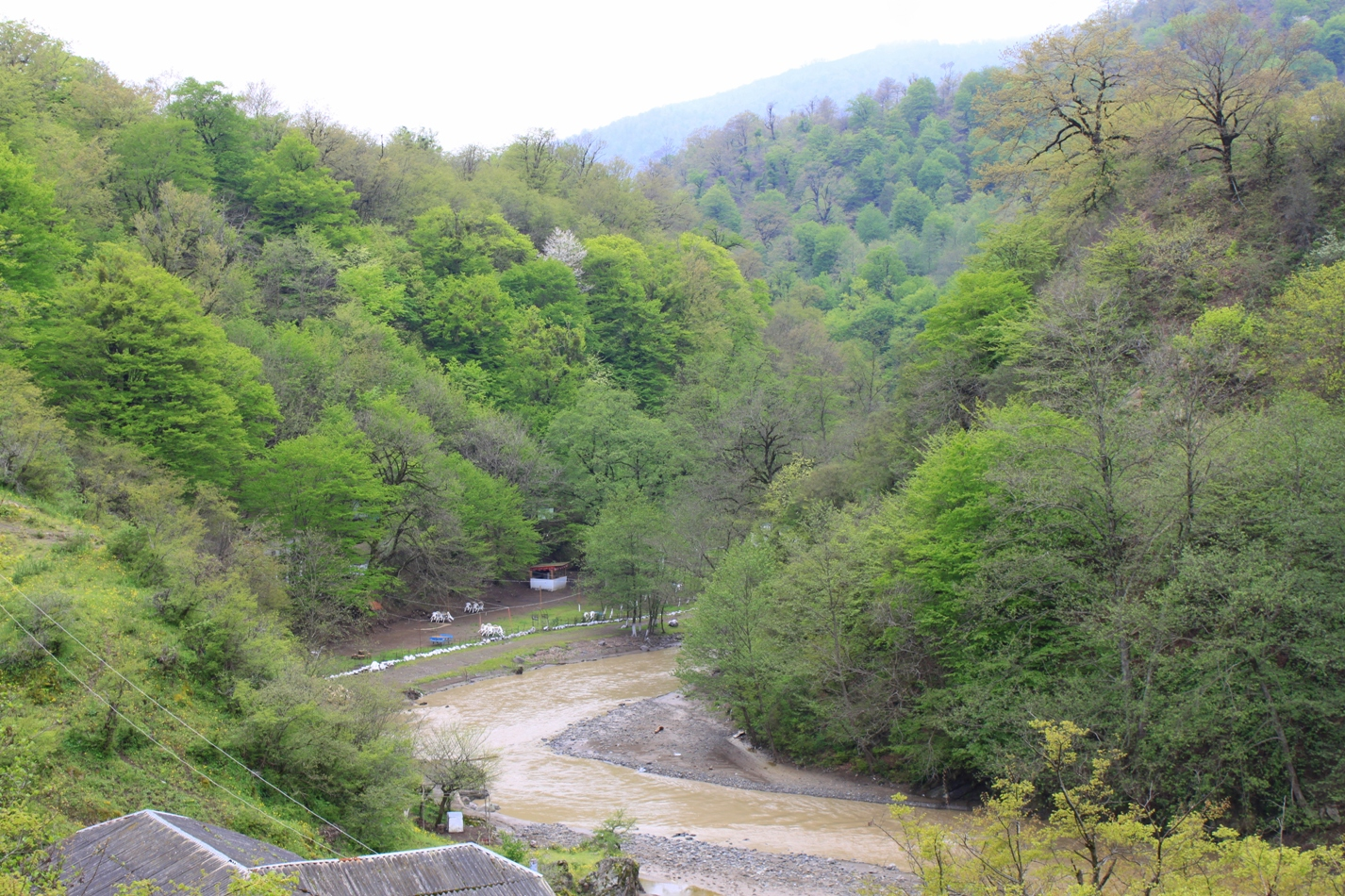
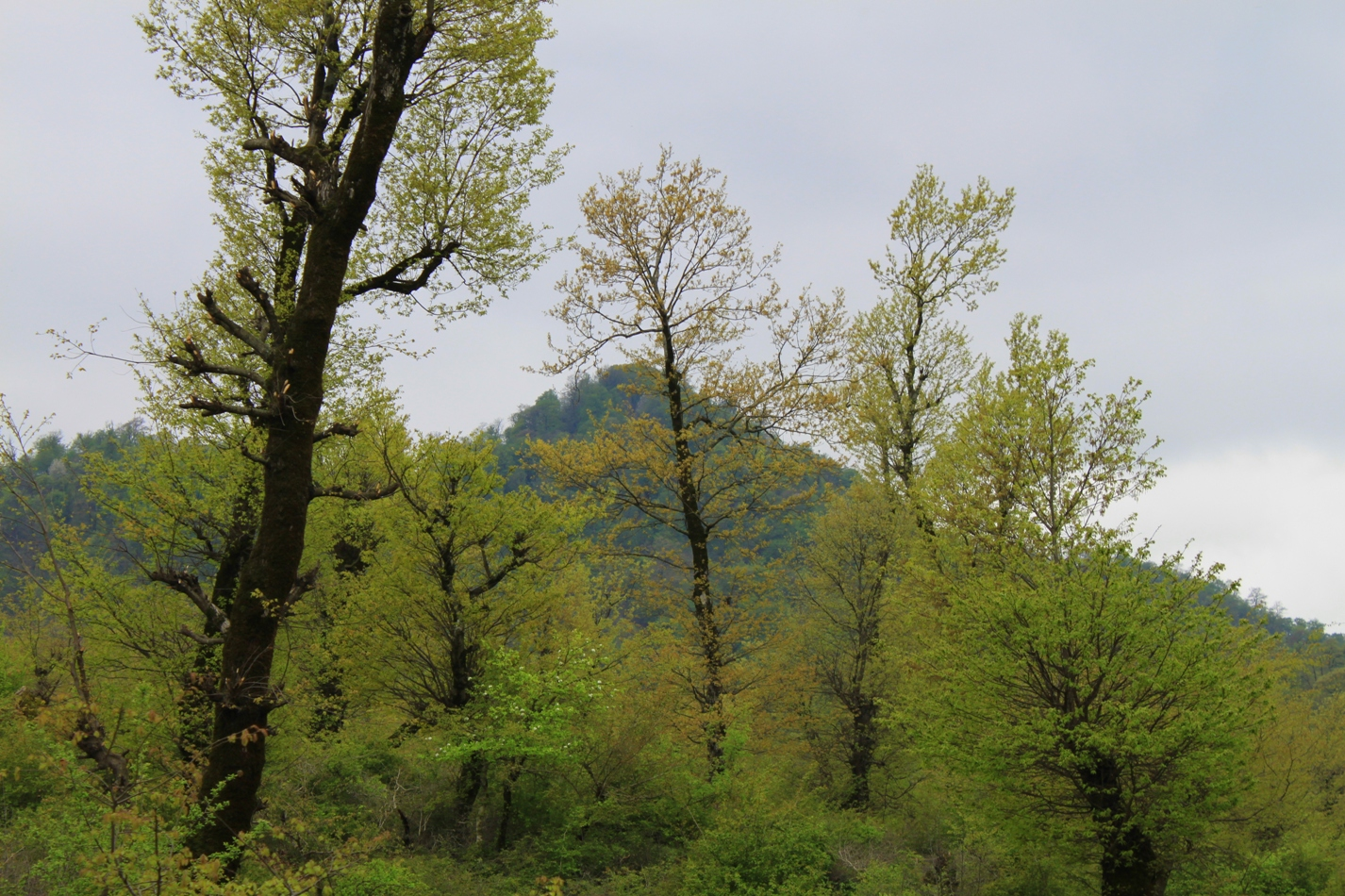
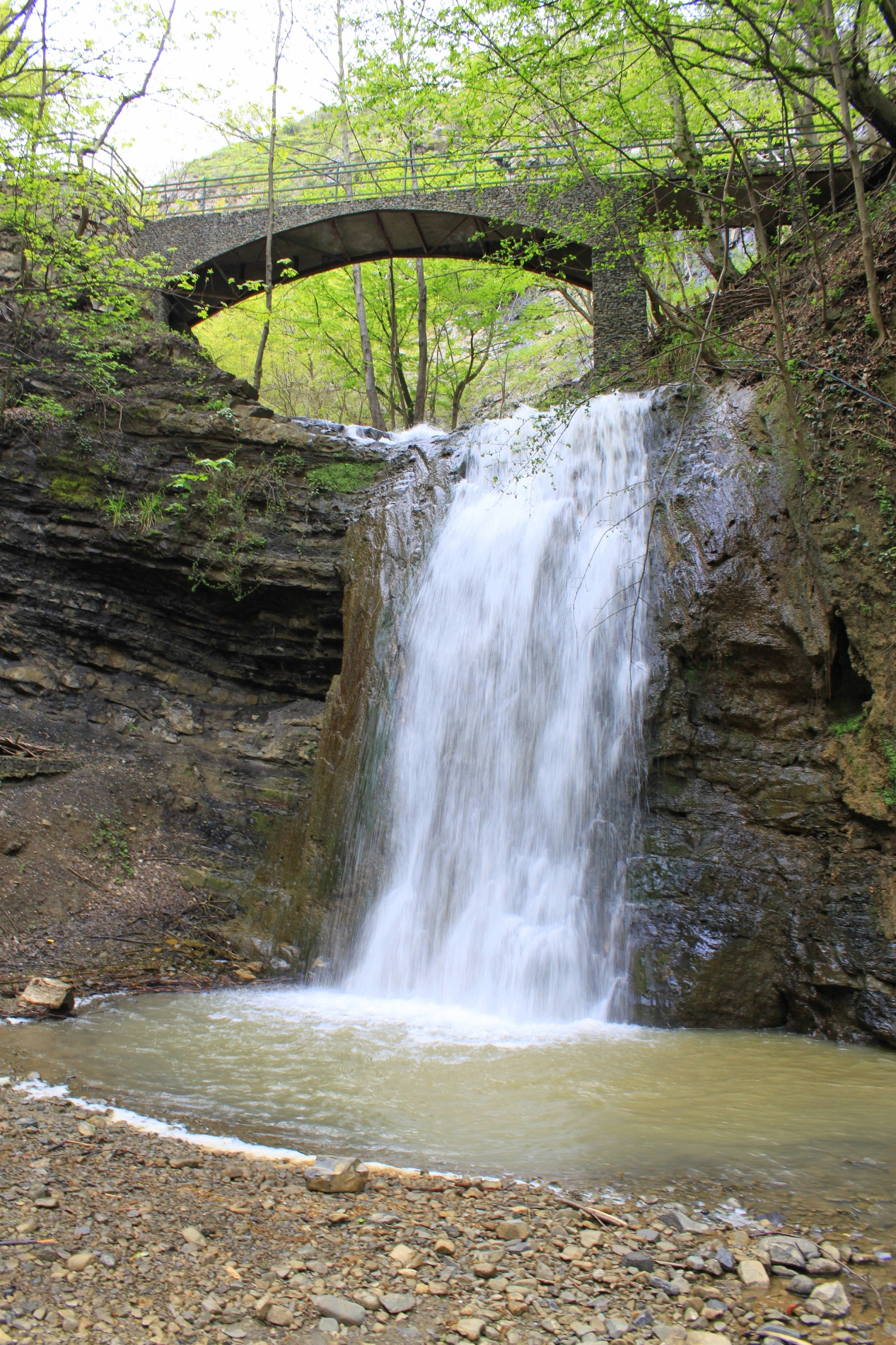
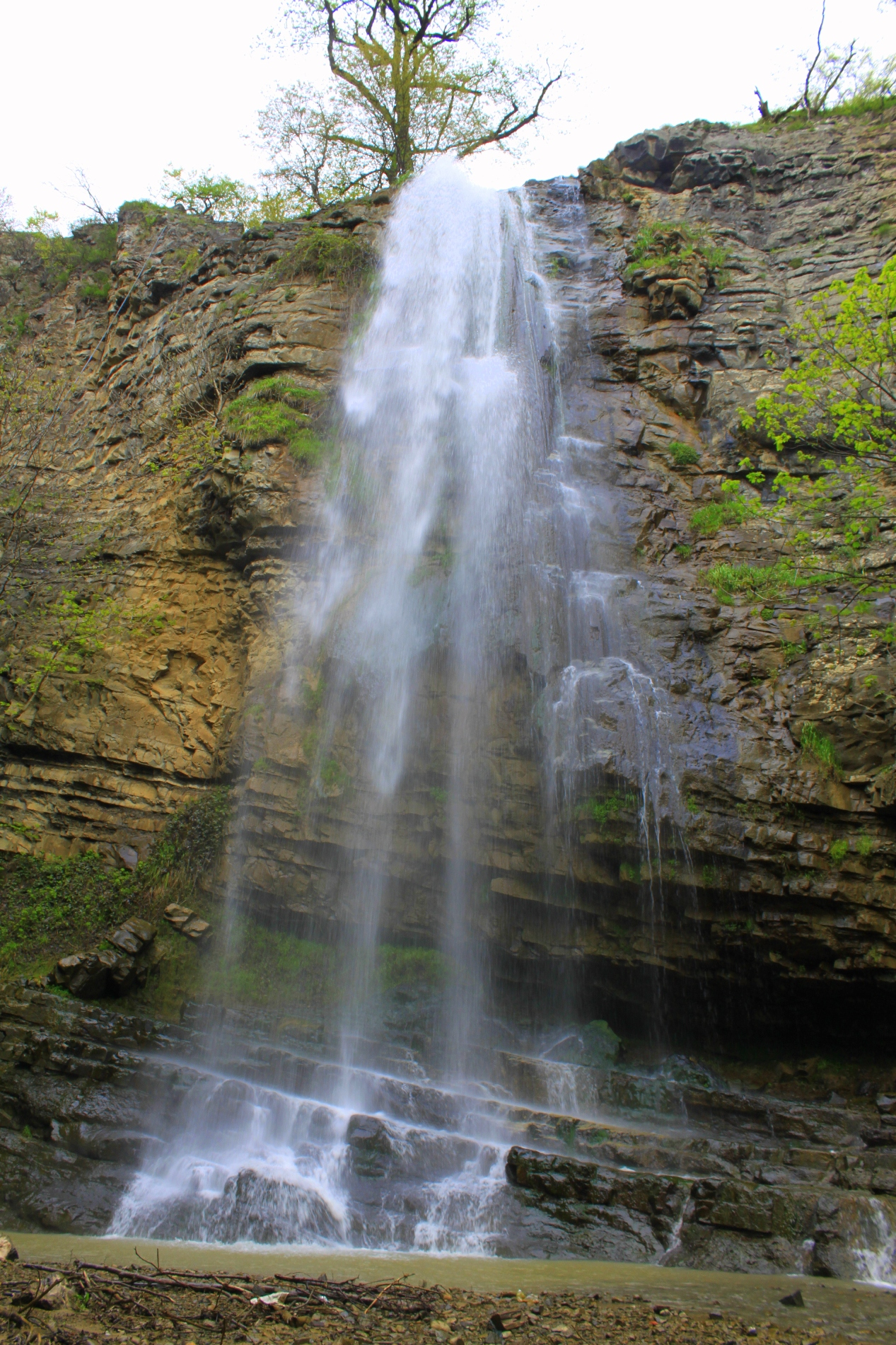
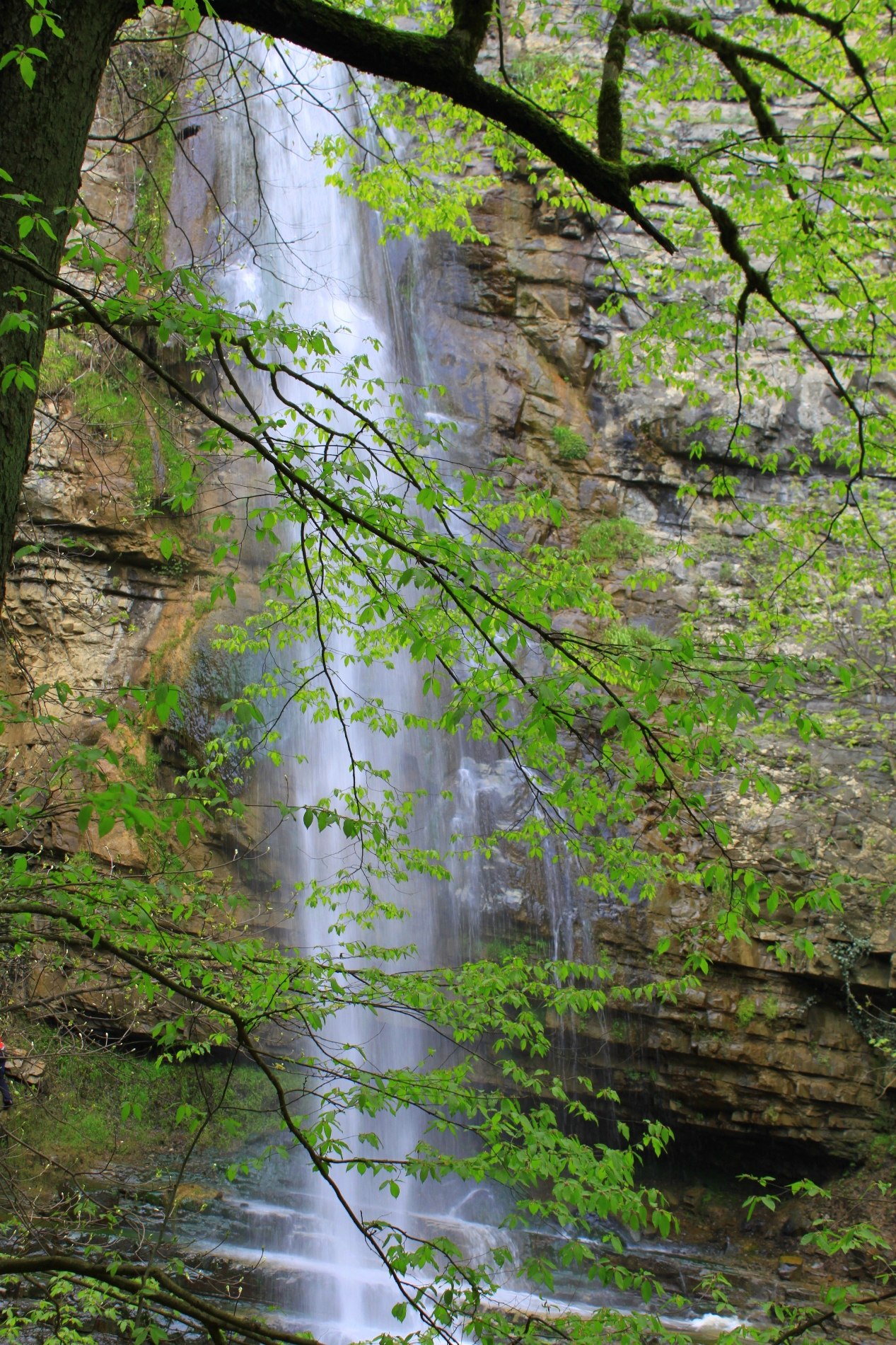
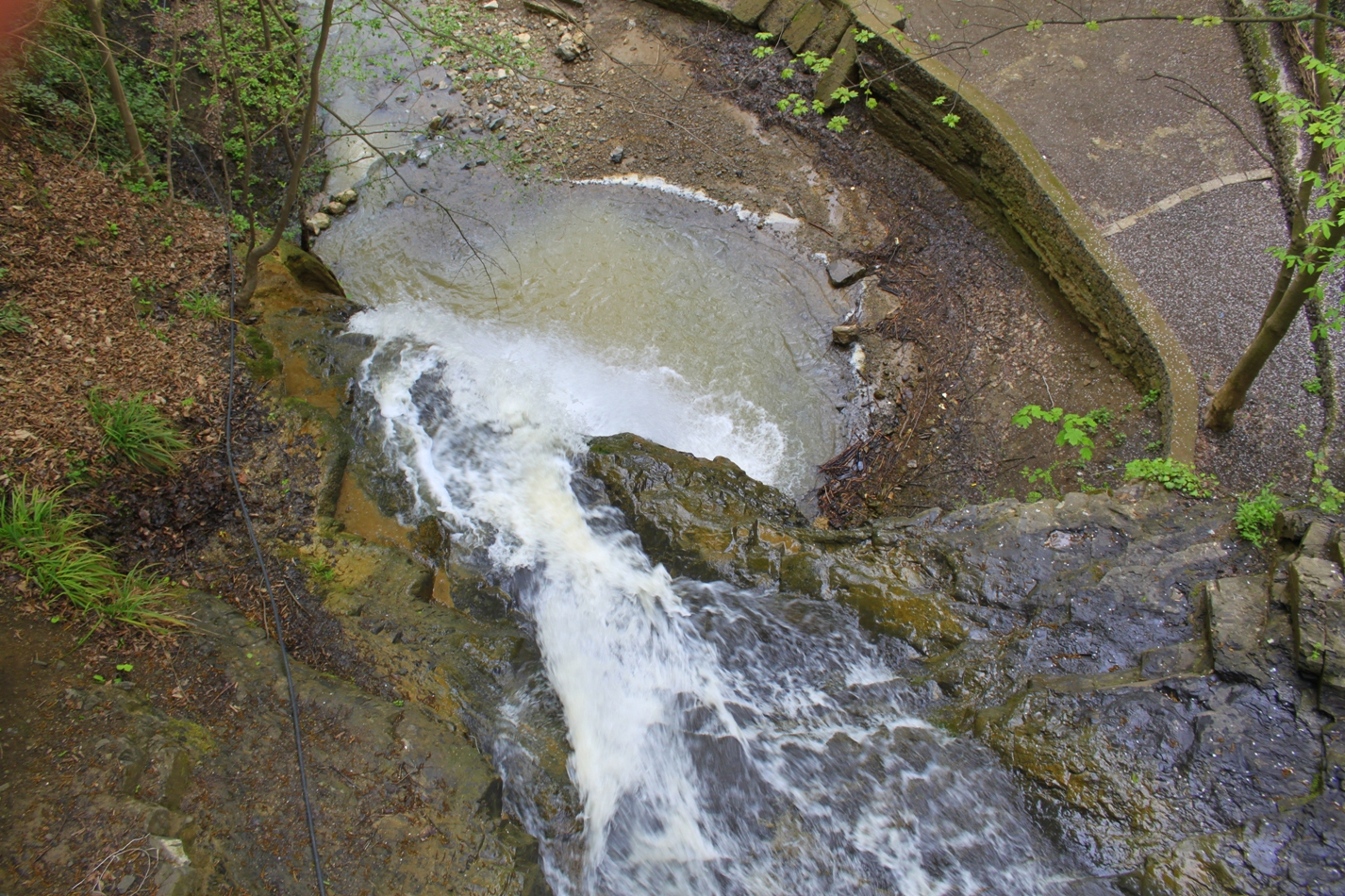
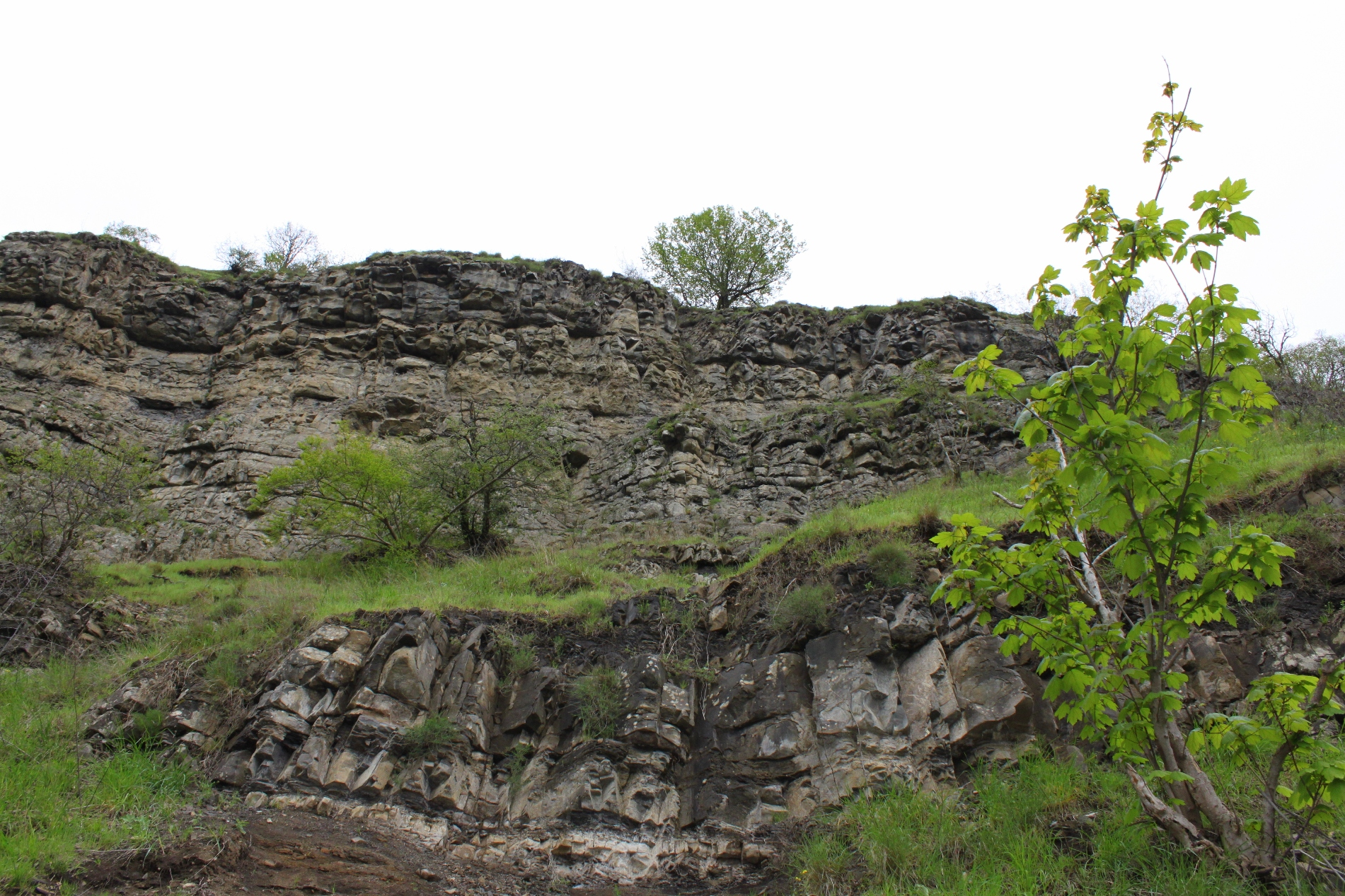
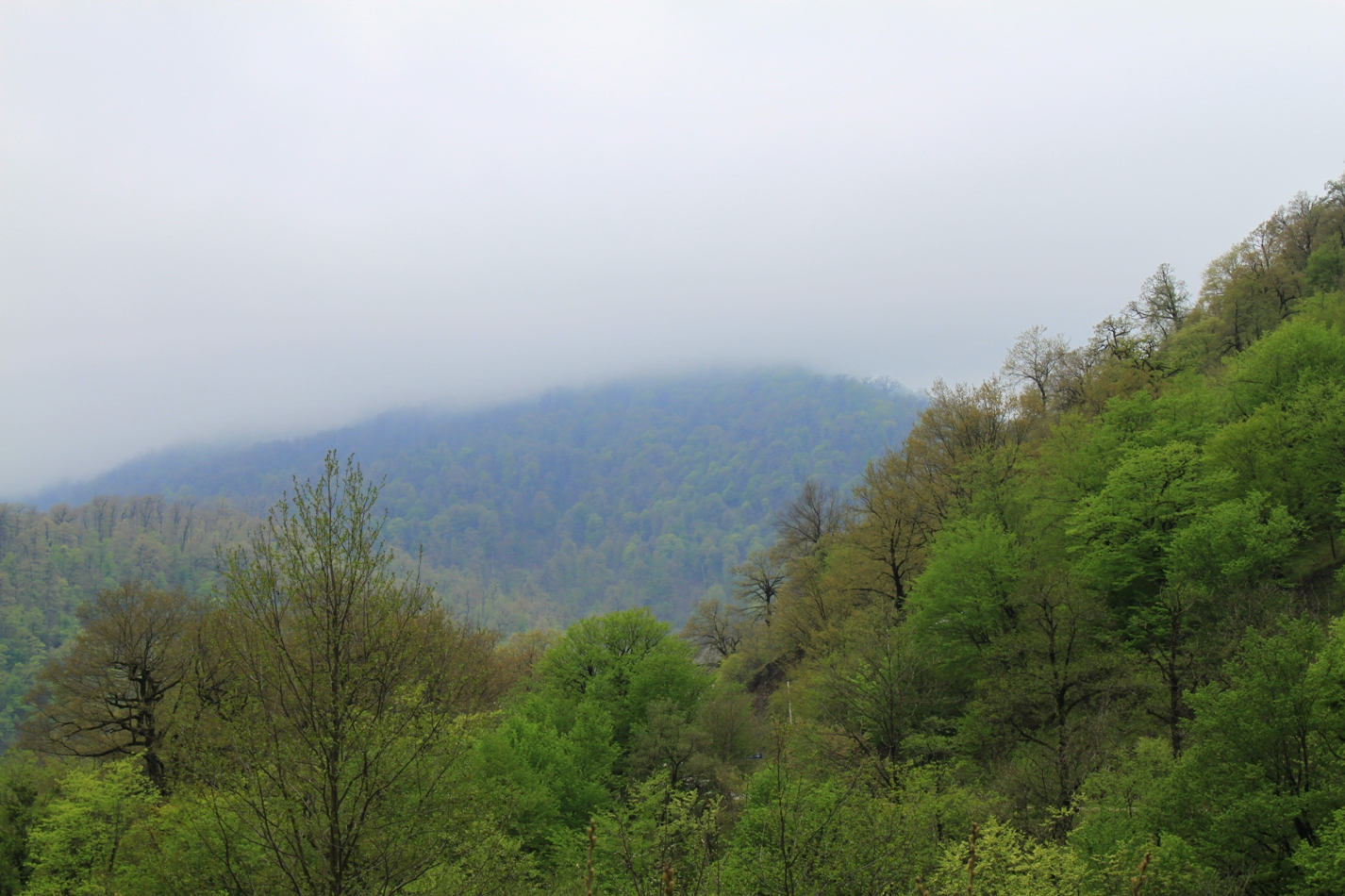